# Итакура (род)
Род Итакура (яп. 板倉氏 Итакура-си) — японский самурайский род, известный с периода Сэнгоку. Члены клана утверждали, что их род ведет своё происхождение от Сибукавы Ёсиаки, сына Асикаги Ясуудзи, родственника сёгунов Асикага. Со временем клан Итакура разделился на несколько линий, представители которых правили в княжествах Биттю-Мацуяма, Нивасэ, Фукусима и Аннака.
Одни потомки Сибукавы Ёсимки поселились в провинции Микава и поступили на службу к клану Мацудайра. Даймё из клана Итакура получили статус фудай-даймё. Род Итакура служил клану Мацудайра во время его прихода к власти в XVI веке и позднее занимал важные должности в администрации сёгуната Токугава.
В период Эдо клан Итакура получил статус фудай-даймё, то есть наследственного вассала или союзника правящей династии Токугава, в отличие от тодзама-даймё.

## История

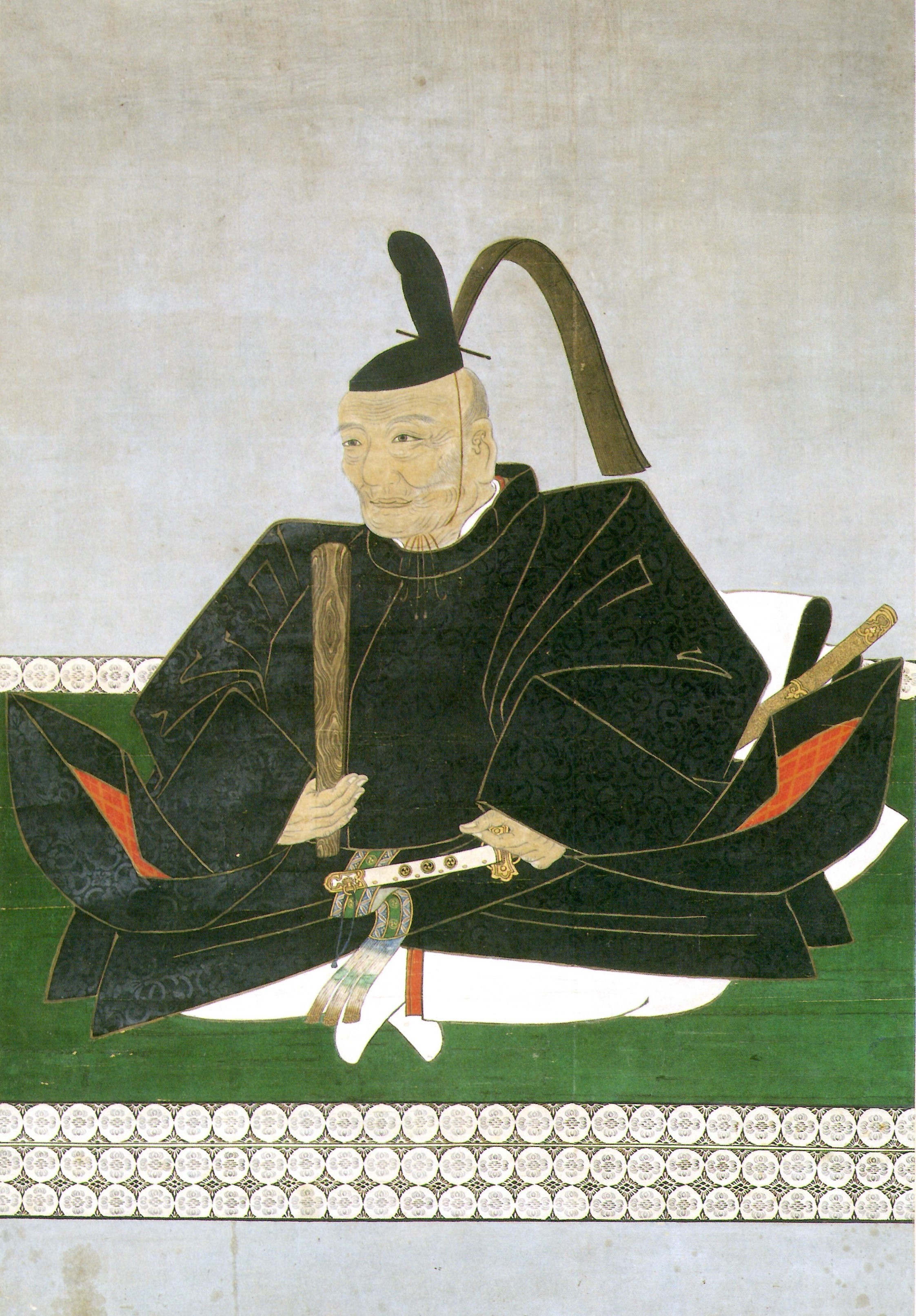
Итакура Кацусигэ (1545—1624), 2-й сёсидай Киото (1601—1619)

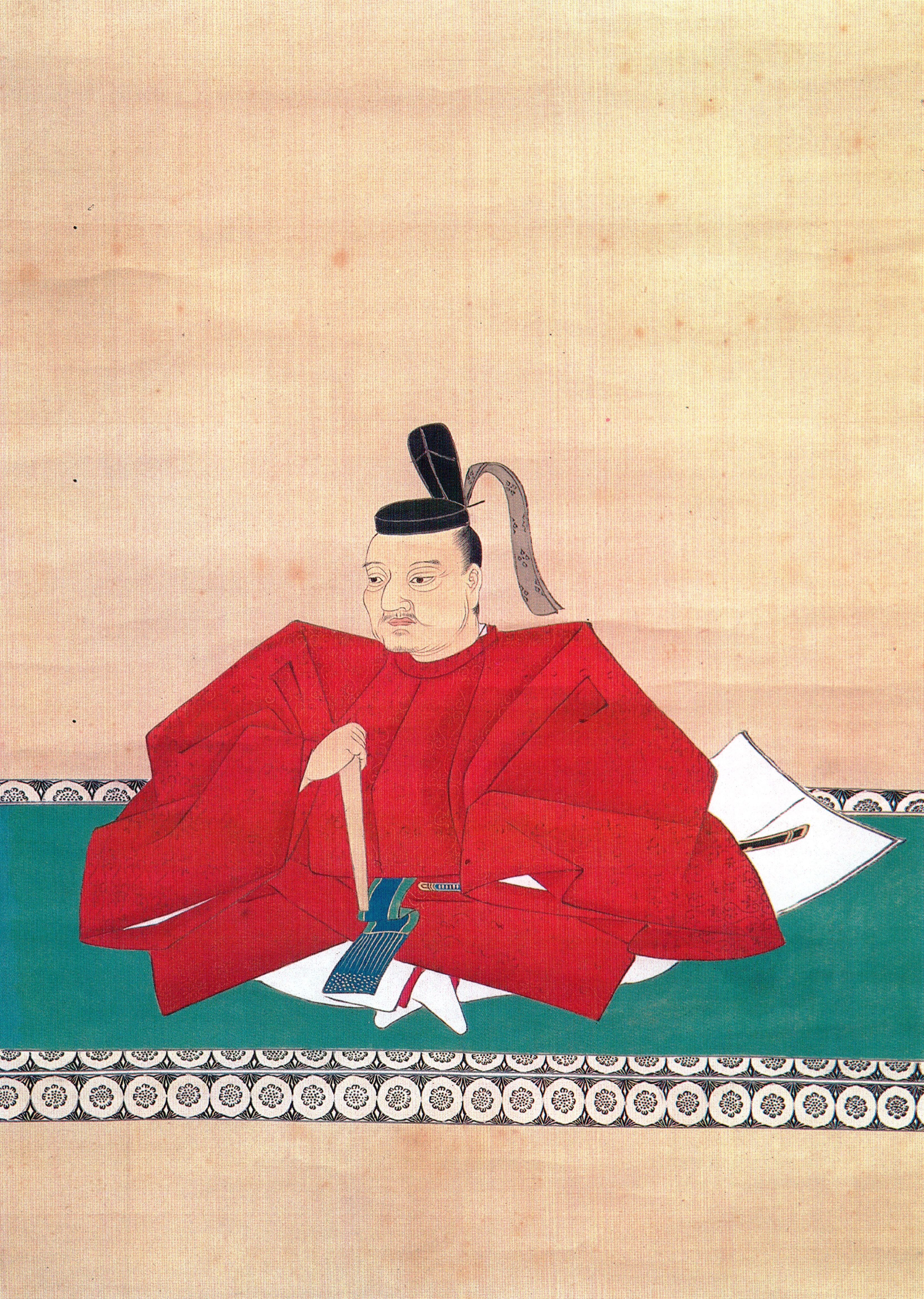
Итакура Сигэмаса (1588—1638), даймё Фукодзу-хана (1624—1638)

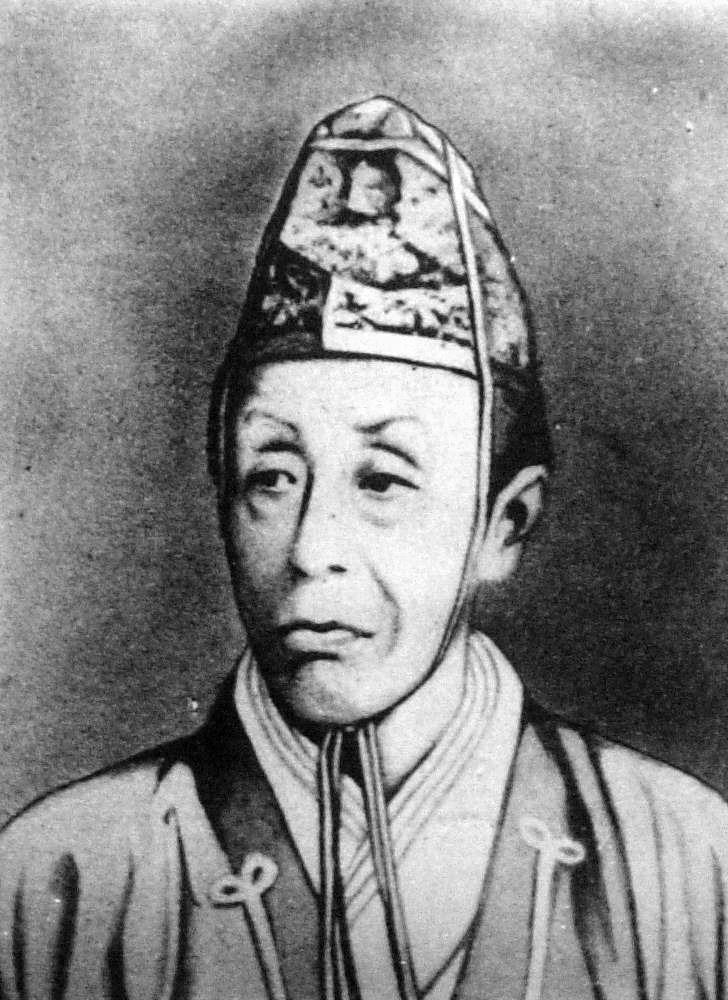
Итакура Кацукиё (1823—1889), предпоследний (7-й) даймё Биттю-Мацуяма-хана (1849—1869)

Фудай-даймё из рода Итакура поселились в провинции Микава в XVII веке. Род претендует на происхождение от линии Сэйва-Гэндзи.
Старшая линия клана Итакура была создана в 1609 году . Итакура Кацусигэ (1542—1624) в 1601 году получил должность сёсидая Киото, которую он занимал в течение следующих двадцати лет. В течение этого периода Итакура Кацусигэ значительно увеличил свой рисовый доход, выделенный ему сёгунатом. Его доход возрос до 40 000 коку, но у него е было своего замка. Кацусигэ получил почетное звание «Ига-но-ками». Итакура Сигэмунэ (1587—1656), старший сын Кацусигэ, в 1620 году получил должность сёсидая Киото (1619—1654). В 1656 году Сигэмунэ получил во владение домен Сэкиядо-хан в провинции Симоса (50 000 коку). Итакура Сигэсато (1619—1662), 2-й даймё Сэкиядо-хана (1656—1661), старший сын Сигэмунэ, был известен как «Ава-но-ками». Его потомки последовательно правили в Камеяма-хане в провинции Исэ (с 1669 года), Тоба-хане в провинции Сима (с 1710 года), вторично в Камеяма-хане в провинции Исэ (с 1717 года), а с 1744 по 1868 год в Мацуяма-хане в провинции Биттю (50 000 коку). В период Мэйдзи глава этой линии клана получил титул виконта в системе кадзоку.
В 1624 году выделилась боковая линия клана Итакура. Итакура Сигэмаса (1588—1638), второй сын Итакуры Кацусигэ, в 1624 году получил во владение домен Фукодзу-хан в провинции Микава (15 000 коку) в знак благодарности за его участие во время осады Осакского замка в 1615 году. Позднее Итакура Сигэнори (1617—1673), сын Сигэмасы, занимал посты дзёдая Осаки, родзю и сёсидая Киото (1668—1670). В 1672 году он получил во владение домен Кацуяма-хан (60 000 коку) в провинции Симоцукэ. Итакура Сигэтанэ (1640—1705), сын Сигэнори, в 1680 году получил во владение Ивацуки-хан в провинции Мусаси, а в следующем году ему было пожаловано Сакаки-хан в провинции Синано. В 1702 году Итакура Сигэхиро (1669—1721), даймё Сакаки-хана в провинции Синано (1683—1702), получил во владение Фукусима-хан в провинции Муцу (80 000 коку). Его потомки управляли княжеством Фукусима вплоть до Реставрации Мэйдзи. Глава этой линии клана Итакура в период Мэйдзи получил титул виконта.
В 1661 году обособилась еще одна боковая линия клана Итакура . В этом году Итакура Сигэтака (1620—1684), второй сын Итакуры Сигэмунэ, получил во владение Аннака-хан (15 000 коку риса) в провинции Кодзукэ. Ему наследовал в 1686 году его внук, Итакура Сигэацу (1679—1717), который в 1702 году был переведен в Идзуми-хан в провинции Муцу. В 1746 году Итакура Кацукиё (1706—1780), 2-й даймё Идзуми-хана (1717—1746), был переведен в Сагара-хан в провинции Тотоми (25 000 коку). В 1749 году он получил во владение Аннака-хан в провинции Кодзукэ (30 000 коку). Его потомки управляли княжеством Аннака вплоть до Реставрации Мэйдзи. Глава этой линии клана Итакура в период Мэйдзи получил титул виконта в системе кадзоку.
Еще одна младшая боковая линия клана Итакура выделилась в 1683 году. В 1699 году Итакура Сигэтака (1667—1713), приёмный сын Итакуры Сигэнобу (1664—1684), 1-го даймё Такатаки-хана (1683—1684), получил во владение Нивасэ-хан в провинции Биттю (20 000 коку риса). Его потомки владели этим доменом вплоть до Реставрации Мэйдзи. Глава этой линии клана в период Мэйдзи также получил титул виконта.

## Известные члены клана
- Итакура Сигэмаса (1588—1638), даймё Фукодзу-хана (1624—1638), участник подавления Симабарского восстания, во время которого погиб
- Итакура Кацусигэ (1542—1624), 2-й сёсидай Киото (1601—1619)
- Итакура Сигэмунэ (1587—1656) 3-й сёсидай Киото (1619—1654)
- Итакура Сигэсато (1620—1660)
- Итакура Сигэнори (1617—1673), 5-й сёсидай Киото (1668—1670)
- Итакура Сигэтанэ (1640—1705)
- Итакура Сигэхиро
- Итакура Кацукиё (1823—1889), даймё Биттю-Мацуяма-хана (1849—1869), занимал пост родзю в администрации сёгуната Токугава.
- Итакура Кацунори, член палаты пэров (1925)[4].